# Маринець (Польща)
Маринець (пол. Maryniec, нім. Marienwalde) — село в Польщі, у гміні Краєнка Злотовського повіту Великопольського воєводства.
Населення — 37 осіб (2011).
У 1975-1998 роках село належало до Пільського воєводства.

## Демографія
Демографічна структура станом на 31 березня 2011 року:
|          | Загалом | Допрацездатний вік | Працездатний вік | Постпрацездатний вік |
| -------- | ------- | ------------------ | ---------------- | -------------------- |
| Чоловіки | 21      | 4                  | 15               | 2                    |
| Жінки    | 16      | 4                  | 6                | 6                    |
| Разом    | 37      | 8                  | 21               | 8                    |